# Renault YI, YJ, YK
Die Typen Renault YI, Renault YJ und Renault YK waren Prototypen von Vollkettenschleppern aus den Jahren 1933–1934.

## Geschichte
Im Jahr 1933 ging der Renault AMR 33 als leichter Aufklärungspanzer in Serie für die französische Armee. Bei Renault kam die Idee auf, eine Reihe von Vollkettenschleppern mit dem Fahrwerk des Renault AMR zu bauen. Es entstanden drei Prototypen, von denen je zwei Stück in den Jahren 1933/34 gebaut und dem französischen Heer angeboten wurden:
Renault YI:
Das Fahrwerk war identisch mit dem des Renault AMR: Antriebsrad vorne, Führungsrolle hinten, 4 Laufrollen, die vordere und hintere einzeln, die beiden mittleren paarweise aufgehängt. Weiter hatte das Fahrwerk vier Stützrollen. Der Motor (80 PS) und das Getriebe entsprachen dem des Renault AMR. Die Zugkraft wird mit zwei Tonnen angegeben, ausreichend, um das damalige Standard-Feldgeschütz, die 75-mm-Kanone 97, zu ziehen.
Das deutsche Heereswaffenamt, offenbar in der irrtümlichen Annahme, das Fahrzeug sei in der französischen Armee in größeren Stückzahlen eingeführt, gab dem Fahrzeug die Bezeichnung Artillerieschlepper R 601 (f).

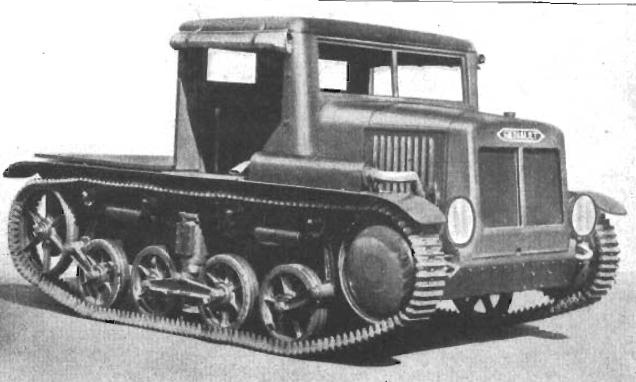
Renault YI

Renault YJ:
Von diesem Fahrzeug ist nur bekannt, dass seine Zugkraft 4,5 Tonnen betrug und das Fahrzeug daher die 155-mm-Feldhaubitze 17 Schneider ziehen konnte. Das deutsche Heereswaffenamt – auch hier in der irrigen Annahme, das Fahrzeug sei in der französischen Armee in größeren Stückzahlen vorhanden – gab dem Fahrzeug die Bezeichnung Artillerieschlepper R 602 (f).

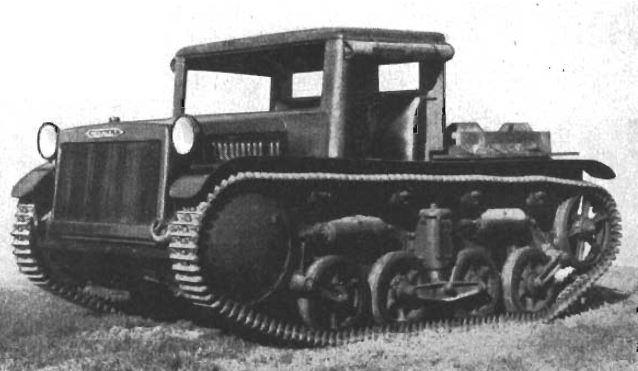
Renault YJ

Renault YK:
Dieses Fahrzeug hatte 5 Laufrollen, davon die vordere einzeln, die vier anderen paarweise aufgehängt, und ebenfalls vier Stützrollen. Es hatte einen Sechszylinder-Motor des Typs Renault 380 mit 40 Steuer-CV. Seine Zugkraft betrug 7 Tonnen. Das deutsche Heereswaffenamt, offenbar in dem Glauben verhaftet, das Fahrzeug sei – wenn auch nur in geringen Stückzahlen – in der französischen Armee vorhanden, gab dem Fahrzeug die Bezeichnung Artillerieschlepper R 603 (f).

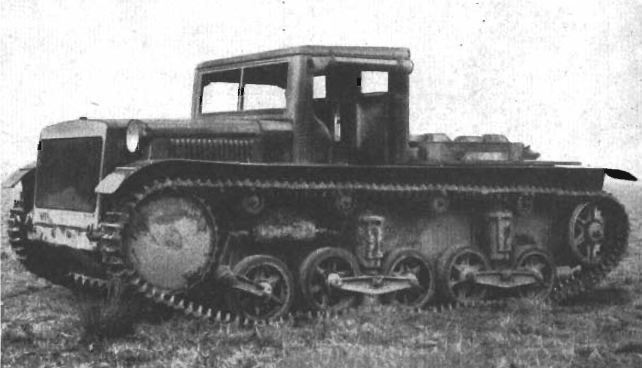
Renault YK

Alle drei Fahrzeuge wurden bei der französischen Armee nicht eingeführt, es blieb bei den jeweils aufgeführten Prototypen.